# Gymnocephalus ambriaelacus
Gymnocephalus ambriaelacus (лат.) — вид пресноводных лучепёрых рыб семейства окунёвых.

## Описание
Максимальная длина тела 11,7 см. В спинном плавнике 10-12 мягких и 14-16 колючих лучей, в анальном 5-6 мягких и 2 колючих. Окраска зелёно-коричневая с разводами.

## Места обитания
Эндемик озера Аммерзее в Германии.
Обитает недалеко от берегов на глубине 3-5 м, на песчаных и каменистых грунтах. Питается беспозвоночными. Нерестится на крупные камни и подводную растительность.